# Oliver Kylington
Oliver Kylington (* 19. Mai 1997 in Stockholm) ist ein schwedischer Eishockeyspieler eritreischer Abstammung, der seit März 2025 bei den Anaheim Ducks in der National Hockey League unter Vertrag steht. Zuvor verbrachte der Verteidiger neun Jahre in der Organisation der Calgary Flames und spielte kurzzeitig für die Colorado Avalanche.

## Karriere
Oliver Kylington kam in Stockholm zur Welt; sein Vater ist Schwede und seine Mutter stammt aus Eritrea. In seiner Jugend spielte er für die Nachwuchsmannschaften von Djurgården Hockey, so führte er in der Saison 2011/12 die Statistiken aller Verteidiger in der U16 SM in erzielten Toren, Vorlagen und Punkten an. Im Sommer 2012 wechselte er in die Jugend von Södertälje SK und spielte dort hauptsächlich in der J20 SuperElit, wo er in 39 Spielen 13 Scorerpunkte verbuchte. Zudem vertrat er in dieser Saison 2012/13 erstmals die U16-Nationalmannschaft Schwedens und führte die Mannschaft als Assistenzkapitän an.
Nach nur einer Saison beim Södertälje SK wechselte er im Sommer 2013 zum Färjestad BK, wo er ebenfalls in der U20 begann, jedoch schnell in den Profikader aufstieg und sein Debüt in der Svenska Hockeyligan (SHL), der höchsten Eishockeyliga Schwedens gab. In 32 Spielen in der SHL gelangen ihm zwei Tore, wobei Kylington mit seinem ersten Treffer der zu diesem Zeitpunkt jüngste Torschütze der SHL wurde. Ferner nahm er mit der schwedischen U17-Auswahl an der World U-17 Hockey Challenge 2014 teil und kam dort zu einem Einsatz. Nach der Saison wurde er im KHL Junior Draft vom HK Awangard Omsk an 107. Position ausgewählt.
Im August 2014 nahm er mit der schwedischen Nationalmannschaft am Ivan Hlinka Memorial Tournament teil und erreichte dort den vierten Rang. In der anschließenden Saison 2014/15 spielte er bis November weiterhin bei Färjestad BK, ehe er an AIK Ishockey in die zweitklassige HockeyAllsvenskan verliehen wurde. Zudem hätte er an der U20-Weltmeisterschaft in Kanada teilnehmen sollen, verpasste das Turnier allerdings aufgrund einer Verletzung. Trotzdem gilt Kylington als eines der vielversprechendsten Talente für den NHL Entry Draft 2015, so listete ihn das NHL Central Scouting in ihrem Bericht zur Mitte der Saison auf Platz eins der europäischen Feldspieler. Diesen Rang musste er in den endgültigen final rankings von April 2015 abgeben und wurde dort auf Platz 6 eingeschätzt. Im eigentlichen Draft wurde der Schwede dann an 60. Position von den Calgary Flames ausgewählt. Im selben Jahr wurde er beim CHL Import Draft von den Brandon Wheat Kings ebenfalls als 60. Spieler gezogen. Diese kamen wegen der Rechte der Flames jedoch nicht zum Zuge.
Nach der Saison 2014/15, während der Kylington an der U18-Weltmeisterschaft 2015 teilnahm, wurde er fest vom Zweitligisten AIK Ishockey verpflichtet, für den er zuvor bereits auf Leihbasis gespielt hatte. Allerdings statteten ihn die Calgary Flames zwei Monate später mit einem Einstiegsvertrag aus, sodass Kylington nach Nordamerika wechselte und dort während der Saisonvorbereitung erwartungsgemäß an die Stockton Heat aus der American Hockey League (AHL) abgegeben wurde. In Stockton verbrachte der Verteidiger die gesamte Saison, wurde jedoch im April 2016 in den NHL-Kader berufen und debütierte dort für die Flames in der National Hockey League. Im weiteren Verlauf etablierte er sich im Aufgebot der Flames.
Während der Spielzeit 2016/17 nahm Kylington an der U20-Weltmeisterschaft 2017 teil und belegte dort mit der schwedischen Auswahl den vierten Platz.
Die Spielzeit 2022/23 setzte Kylington aus persönlichen, nicht näher genannten Gründen aus. Nach der Spielzeit 2023/24 endete seine Zeit in Calgary nach neun Jahren, indem er sich als Free Agent der Colorado Avalanche anschloss. Diese gaben ihn im März 2025 in einem größeren Tauschgeschäft, mit dem Brock Nelson verpflichtet wurde, an die New York Islanders ab, die ihn wiederum prompt ohne weitere Gegenleistung (future considerations) zu den Anaheim Ducks transferierten.

## Karrierestatistik
Stand: Ende der Saison 2024/25

### International
Vertrat Schweden bei:
- World U-17 Hockey Challenge 2014
- Ivan Hlinka Memorial Tournament 2014
- U18-Weltmeisterschaft 2015
- U20-Weltmeisterschaft 2017

(Legende zur Spielerstatistik: Sp oder GP = absolvierte Spiele; T oder G = erzielte Tore; V oder A = erzielte Assists; Pkt oder Pts = erzielte Scorerpunkte; SM oder PIM = erhaltene Strafminuten; +/− = Plus/Minus-Bilanz; PP = erzielte Überzahltore; SH = erzielte Unterzahltore; GW = erzielte Siegtore; 1 Play-downs/Relegation; Kursiv: Statistik nicht vollständig)